# 独立宫 (里斯本)

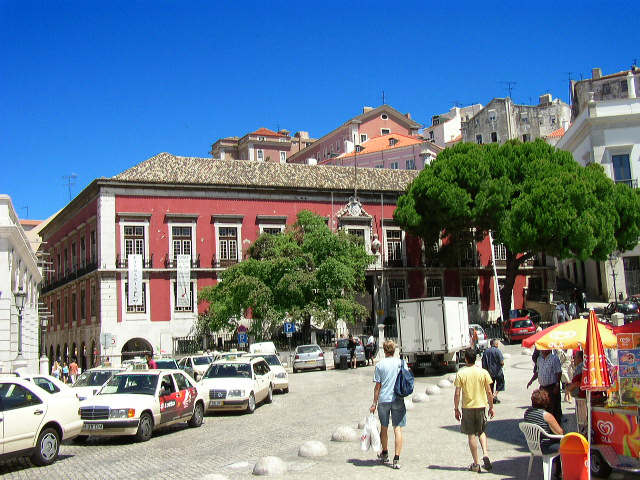
門面獨立宮

独立宫（Palácio da Independência），原名阿尔马达宫（Palácio Almada）、罗西奥宫（Palácio do Rossio）或圣多明我宫（Palácio de S. Domingos），原是阿尔马达家族的产业。它是最有代表性的17世纪葡萄牙建筑之一。
独立宫位于里斯本的历史中心，罗西乌广场，圣多明我广场西北。
1640年12月1日，在第7任阿夫朗什伯爵安东尼奥·阿尔马达的府中，40名葡萄牙贵族在此聚集，策划了恢复独立起义的最后一次会议。
1940年，产业被国家征用，归属1861年成立的葡萄牙独立历史学会。